# Serapione di Alessandria (santo)
Serapione di Alessandria (Alessandria d'Egitto, ... – Alessandria d'Egitto, 248) fu un martire cristiano egiziano, ucciso nel corso di tumulti anticristiani scoppiati ad Alessandria d'Egitto sotto l'impero di Settimio Severo; è venerato come santo dalla Chiesa cattolica.
Si sa molto poco su questo martire. Le notizie giungono a noi dallo storico Eusebio di Cesarea, che cita una lettera del vescovo Dionigi al collega di Antiochia nella quale sono descritti i raccapriccianti eventi verificatisi nel 248 ad Alessandria. Secondo Dionigi il tutto sarebbe partito da false accuse mosse ai cristiani da un impostore, che provocarono un vero e proprio pogrom: i cristiani venivano assaliti da una folla esaltata nelle loro case e massacrati dopo essere stati  sottoposti a torture. A Serapione furono rotte giunture ed arti e poi gettato dalla finestra a capofitto. 
Il suo culto si diffuse rapidamente in occidente. La sua memoria liturgica cade il 13 luglio.
Questo santo non va confuso con l'omonimo san Serapione il Sindonita, anch'egli egiziano di nascita, vissuto ad Alessandria d'Egitto nel IV secolo, ma trasferitosi poi a Roma, ove morì di morte naturale e la cui memoria liturgica cade il 21 marzo.